# Copa México 1950-1951
La Copa México 1950-1951 è stata la trentacinquesima edizione del secondo torneo calcistico messicano e l'ottava nell'era professionistica del calcio messicano. È cominciata il 6 maggio e si è conclusa il 27 maggio 1951. La vittoria finale è stata del Club de Fútbol Atlante.

## Formula
Le 12 squadre partecipanti si affrontano in turni ad eliminazione diretta in gara unica. In caso di paritá al termine dei tempi supplementari, la gara viene rigiocata.

### Ottavi di finale
| Squadra 1     | Risultato     | Squadra 2     |
| ------------- | ------------- | ------------- |
| 6 maggio 1951 |               |               |
| América       | 0 - 1         | Atlante       |
| León          | 2 - 3         | Oro           |
| Tampico       | 6 - 2(d.t.s.) | San Sebastián |
| Veracruz      | 2 - 3         | Puebla        |
| 8 maggio 1950 |               |               |
| Guadalajara   | 3 - 0         | Atlas         |

- Il Marte e il  Necaxa passano il turno senza giocare.

### Quarti di finale
| Squadra 1                   | Risultato     | Squadra 2 |
| --------------------------- | ------------- | --------- |
| 13 maggio 1951              |               |           |
| Guadalajara                 | 2 - 0         | Oro       |
| Tampico                     | 2 - 1         | Puebla    |
| Marte                       | 2 - 2(d.t.s.) | Necaxa    |
| 15 maggio 1951(Ripetizione) |               |           |
| Necaxa                      | 1 - 0         | Marte     |

- L'Atlante passa il turno senza giocare.

## Semifinali
| Squadra 1                   | Risultato     | Squadra 2   |
| --------------------------- | ------------- | ----------- |
| 20 maggio 1951              |               |             |
| Atlante                     | 4 - 2         | Necaxa      |
| Tampico                     | 1 - 1(d.t.s.) | Guadalajara |
| 22 maggio 1951(Ripetizione) |               |             |
| Tampico                     | 1 - 5         | Guadalajara |

## Finale
| Città del Messico 27 maggio 1951, ore 15:00          | Atlante   | 1 – 0 | Guadalajara | Estadio de la Ciudad de los Deportes |
| \| \| \| \| \| 86’ Luis Fernández \| Marcatori \| \| |           |       |             |                                      |
|                                                      |           |       |             |                                      |
| 86’ Luis Fernández                                   | Marcatori |       |             |                                      |

### Verdetto finale
Il Clud de Fútbol Atlante vince la Copa México 1950-1951

## Coppa "Campeón de Campeones" 1951
- Partecipano le squadre vincitrici del campionato messicano: Atlas e della coppa del Messico: Atlante. L'Atlas si aggiudica il titolo.

## Finale
| Città del Messico 13 agosto 1950, ore 15:00 | Atlas      | 1 – 0 | Atlante | Estadio de la Ciudad de los Deportes |
| \| \| \| \| \| 30’ Edmundo Manzotti \| Marcatori \| \| \| Raúl Córdoba Juan González Gómez Felipe Zetter Jesús Aldrete Guillermo Del Valle Javier Novello Antonio Flores Juan José Novo José Mercado Edmundo Manzotti Edwin Cubero \| Formazioni \| Salvador Mota Rivera Renato Víctor Ruffo José Antonio Rodríguez Thelmo García Rafael Ávalos Raúl De Alba Leopoldo Escandón Guillermo García Vélez Luis Fernández Carlos Septién \| \| Eduardo Valdatti \| Allenatori \| Octavio Vial \| |            | |         |                                      |
| |            | |         |                                      |
| 30’ Edmundo Manzotti | Marcatori  | |         |                                      |
| Raúl Córdoba Juan González Gómez Felipe Zetter Jesús Aldrete Guillermo Del Valle Javier Novello Antonio Flores Juan José Novo José Mercado Edmundo Manzotti Edwin Cubero | Formazioni | Salvador Mota Rivera Renato Víctor Ruffo José Antonio Rodríguez Thelmo García Rafael Ávalos Raúl De Alba Leopoldo Escandón Guillermo García Vélez Luis Fernández Carlos Septién |         |                                      |
| Eduardo Valdatti | Allenatori | Octavio Vial |         |                                      |